# アリカ&ニナの乙女ちっくレディオ
アリカ&ニナの乙女ちっくレディオ（アリカとニナのおとめちっくレディオ）は舞-乙HiME関連のインターネットラジオ番組である。

## 概要
- パーソナリティ：菊地美香（アリカ・ユメミヤ役）、小清水亜美（ニナ・ウォン役）
- 放送期間：2005年9月30日から2006年3月31日
- 再放送 2006年7月20日から2007年1月27日
- 配信サイト：ランティスウェブラジオ、音泉、アニメイトTV、BEAT☆Net Radio!
- 配信日：毎週金曜日
- 提供：ランティス、バンダイビジュアル

## コーナー
今週のガルデローベ
今週、ガルデローベでやっていそうな授業を募集する。
オトメ道
リスナーから問題に二人が答える。正解したらポイントがたまり、10ポイントたまると商品があるらしい。
番組終了後は「アリカ&ニナの乙女ちっくTV」にて、「オトメ道REVENGE」として引き継がれている。
乙女のHiME事R（リターンズ）
リスナーからの悩みに二人が解決する。
普通のお便り
パーソナリティへの質問などを紹介する。

## ゲスト
- 第8回（2005年11月18日配信）：千葉紗子（ナツキ・クルーガー役）
- 第11回（2005年12月9日配信）：野川さくら（シホ・ユイット役）
- 第13回（2005年12月23日配信）：岩男潤子（アカネ・ソワール役）
- 第19・20回（2006年2月3日、10日配信）：栗林みな実（エルスティン・ホー役 及びOP主題歌）
- 第23・24回（2006年3月3日、10日配信）：進藤尚美（シズル・ヴィオーラ役）
- 第27回（2006年3月31日配信）：中原麻衣（鴇羽舞衣役）
- ラジオCD：千葉紗子（ナツキ・クルーガー役）、進藤尚美（シズル・ヴィオーラ役）、栗林みな実（エルスティン・ホー役）

## 主題歌
- オープニングテーマ「半熟ヒロイン☆」
  - 歌：アリカ&ニナ（菊地美香&小清水亜美） / 作詞：畑亜貴 / 作曲：YORI / 編曲：渡部チェル
- エンディングテーマ「世界中がユメになれ」
  - 歌：アリカ&ニナ&マシロ（菊地美香&小清水亜美&ゆかな） / 作詞：畑亜貴 / 作曲：前澤寛之 / 編曲：百石元

## ラジオCD
- ミカ☆アミの乙女ちっく放送局 お姉さまと一緒スペシャル!!（2006年4月26日）

## 関連番組
- アリカ&ニナの乙女ちっくTV